# ナルデメジン
ナルデメジン （英語:Naldemedine、INN, USAN; S-297,995）は便秘や吐き気、嘔吐といった副作用を誘発するオピオイドに対するアンタゴニスト（μ-オピオイド受容体拮抗薬）であり、塩野義製薬が開発中の末梢結合選択性を持つ新薬である。治験では病気の徴候に対して統計的有意な効能が発見されていて、消化器に対する副次的効果に対する耐容性が格段に高いことが分かっている。投与されたオピオイドの観察から中枢神経系のオピオイド離脱や鎮痛剤の影響、散瞳といった症状が全く出ないことが分かっている。2012年5月には、アメリカ合衆国と日本で治験の第II相試験に到達した。2015年4月、第III相国際臨床試験で良好な結果が得られたと報じられた。